# 第68回日本選手権競輪
第68回日本選手権競輪（だい68かいにほんせんしゅけんけいりん）は、2015年3月17日から22日まで、京王閣競輪場にて開催された、競輪のGI競走である。優勝賞金6510万円（副賞含む）。

## 決勝戦

### 成績
- 3月22日（日） 16:30 第11レース[3][4]
- 誘導員…佐藤真一（東京）

| 着順 | 車番 | 選手       | 登録地 | 着差     | 決まり手 | 上がり(秒) | H/B | 特記 |
| ---- | ---- | ---------- | ------ | -------- | -------- | ---------- | --- | ---- |
| 1    | 3    | 新田祐大   | 福島   |          | 捲くり   | 11.7       |     |      |
| 2    | 9    | 平原康多   | 埼玉   | 微差     | 差し     | 11.8       |     |      |
| 3    | 5    | 浅井康太   | 三重   | タイヤ差 |          | 11.4       |     |      |
| 4    | 4    | 飯嶋則之   | 栃木   | 1車輪    |          | 11.7       |     |      |
| 5    | 2    | 金子貴志   | 愛知   | タイヤ差 |          | 11.3       |     |      |
| 6    | 1    | 武田豊樹   | 茨城   | 1/4車輪  |          | 12.0       | B   |      |
| 7    | 6    | 大槻寛徳   | 宮城   | 3車身    |          | 11.9       |     |      |
| 8    | 7    | 井上昌己   | 長崎   | 3車身    |          | 12.5       |     |      |
| 9    | 8    | 原田研太朗 | 徳島   | 大差     |          | 14.8       | H   |      |

### 配当金額
| 枠番二連勝 | 複式   | 3=6   | 560円   |
| 枠番二連勝 | 単式   | 3-6   | 1,090円 |
| 車番二連勝 | 複式   | 3=9   | 580円   |
| 車番二連勝 | 単式   | 3-9   | 1,220円 |
| 三連勝     | 複式   | 3=5=9 | 1,150円 |
| 三連勝     | 単式   | 3-9-5 | 4,600円 |
| ワイド     | ワイド | 3=9   | 280円   |
| ワイド     | ワイド | 3=5   | 580円   |
| ワイド     | ワイド | 5=9   | 280円   |

### レース概要
赤板の2コーナーからの原田の主導権で、隊列は一本棒となった。最終1センターから武田が捲って、井上のブロックと番手発進を耐え抜く。最終バック前から新田が仕掛けて平原のけん制を受ける。直線で再度踏み直した新田、平原、大外強襲した浅井でゴール前は大接戦に。
写真判定の結果、新田の4日制以上GI初制覇となった。

## 特記事項
- 京王閣競輪場での日本選手権競輪開催は、初めてとなった。

- シリーズタイトル（大会キャッチフレーズ）は「白黒つけてやる。」で、ポスターなどに書かれた。

- 決勝戦の地上波中継は「第68回日本選手権競輪(GI)～決勝戦～」テレビ東京《TXN系列6局ネット》[6]。ただし、tvk[7]・SBS・RKKでは決勝戦のみCS放送の同時ネットを行った[8]。

- またBS日テレで放送されていたKEIRIN LIVE〜夢見マクリ!S級新聞社が今回を持って終了した（翌年度は「S級探偵団」として放送）。

- 京王閣では今回が初開催だった日本選手権競輪だったが、目標額は140億円で、6日間の総売上は129億8173万2000円（前年比95％）となった[9]。

### 競走データ
- この年2月上旬、鈴木誠が練習中の落車で左手首を複雑骨折し、今大会を欠場。史上1位の大会連続出場記録は26回で途絶えた[10]。他には、稲川翔と高木隆弘が負傷欠場し、兵藤一也と前田拓也と佐藤慎太郎が繰り上がり出場した[11]。

- 史上初のダービー3連覇に挑んだ村上義弘は二次予選で[12][13]、グランドスラムがかかった山崎芳仁は準決勝で[14]、それぞれ敗退した。